# Operazione Tempesta
L'operazione Tempesta (in croato: Operacija Oluja) è stata un'operazione militare, durante la guerra d'indipendenza croata, la Guerra della Patria (in croato: Domovinski rat) coordinata dall'Esercito croato, col supporto militare delle forze bosniache dell'Armata della Bosnia ed Erzegovina, contro l'Esercito Serbo della Krajina e delle milizie bosniache ribelli della Regione Autonoma della Bosnia occidentale.

## Il conflitto
Tra la fine del 1994 e l’inizio del 1995, Nazioni Unite, Unione europea, Stati Uniti e Russia elaborarono il cosiddetto Piano Z-4 con cui si riconosceva ampia autonomia alle aree abitate prevalentemente da serbi rimanendo però all’interno del sistema statale croato. Il piano non suscitò entusiasmo a Zagabria e venne rifiutato ufficialmente da parte serba. Il mancato accordo spalancò le porte al ritorno delle armi.
L'operazione, scattata il 4 agosto 1995, aveva il fine di liberare le zone tradizionalmente abitate dai serbi in Dalmazia e Slavonia (la cosiddetta Krajina serba) e porre fine all'accerchiamento di Bihać, cittadina musulmana circondata dalle milizie dei Serbi di Bosnia e da alcuni ribelli musulmani alleati dei serbi.
Secondo Savo Štrbac, la Croazia ha utilizzato più di 200 000 militari per andare a combattere contro 230 000 serbi.

## Perdite
Centinaia di serbi (soldati e civili) furono uccisi o dispersi e più di 200 000 persone vennero espulse dalle loro proprietà, che finirono in mano ai croati, che le occuparono e in parte le distrussero. Secondo il Daily Telegraph, molti rifugiati rimasero senza un riparo sicuro.
Il numero delle vittime si differenzia notevolmente a seconda della fonte:
- secondo il procuratore di stato della Croazia le vittime furono 217;
- secondo la sezione croata del comitato di Helsinki le vittime civili furono 677;
- secondo l'ONG Veritas ci furono 1852 morti o dispersi, di cui 1078 civili.

L'operazione si concluse nel 1995 con la conquista della Krajina, zona autoproclamatasi Repubblica Serba di Krajina senza tuttavia riconoscere il neo-stato della Croazia, e di 13 comuni a maggioranza serba in Bosnia e della Regione Autonoma della Bosnia occidentale, aree che saranno integrate nello stato croato.
Dopo 14 anni dal conflitto, secondo fonti legate all'ex Jugoslavia, un considerevole numero di persone fuggite dalla Croazia viveva in totale povertà e ancora in condizione di profugo.